# World BBoy Classic
World Breaking Classic (voorheen: World Bboy Classic) is een jaarlijks internationaal 2-tegen-2 breakdance kampioenschap in Nederland. Het vond voor het eerst plaats tijdens het Jongerenjaar Yourworld in Rotterdam in 2009.  
Het kampioenschap is georganiseerd volgens een uniek battlesysteem, waarbij acht dansers een uur voor aanvang van de finale willekeurig werden ingedeeld in vier duo's. Deze Great Eight nemen het op tegen twaalf andere duo's die de challengers worden genoemd. In 2014 werd het format van het kampioenschap gewijzigd naar wereldwijde voorrondes en een last chance qualifier voor aanvang van de finale. Twaalf duo's kunnen een plek verdienen in de World Final. In 2015 werd een recordbedrag van € 12.000 aan prijzengeld uitgedeeld aan de duo's die de top 16 wisten te behalen. Sinds 2017 wordt er ook een aparte B-Girl Battle en een aparte Kids Battle qualifier georganiseerd.    
Sinds 2013 maakt het kampioenschap deel uit van het Urban Culture Festival E-Moves in Eindhoven. Tussen 2009-2018 werd de organisatie verzorgd door Stichting 45 Live. Tussen 2019 en 2021 namen Niek Traa en Paul van Dal het over. In 2022 werd de organisatie overgedragen aan Stichting Rugged Solutions.   

## Historie World Breaking Classic World Final
| Jaar | Editie | Datum           | Locatie                 | Stad      |
| ---- | ------ | --------------- | ----------------------- | --------- |
| 2009 | #1     | 19 juli         | Watt                    | Rotterdam |
| 2010 | #2     | 17 juli         | Maassilo                | Rotterdam |
| 2011 | #3     | 17 juli         | Maassilo                | Rotterdam |
| 2012 | #4     | 14 juni         | Maassilo                | Rotterdam |
| 2013 | #5     | 15 juni         | Strijp-S                | Eindhoven |
| 2014 | #6     | 14 juni         | Strijp-S                | Eindhoven |
| 2015 | #7     | 6 juni          | Strijp-S                | Eindhoven |
| 2016 | #8     | 4 juni          | Effenaar                | Eindhoven |
| 2017 | #9     | 18 juni         | Effenaar                | Eindhoven |
| 2018 | #10    | 1 juli          | Strijp-S                | Eindhoven |
| 2019 | #11    | 7 & 8 september | Effenaar                | Eindhoven |
| 2022 | #12    | 16 & 17 Juli    | Muziekgebouw            | Eindhoven |
| 2023 | #13    | 24 & 25 Juni    | Strijp-S & Muziekgebouw | Eindhoven |
| 2024 | #14    | 29 en 30 juni   | Strijp-S                | Eindhoven |

## Hall Of Fame
| Jaar | Winnaars                                     |
| ---- | -------------------------------------------- |
| 2009 | Menno (Nederland) & Differ (Zuid-Korea)      |
| 2010 | Thesis (VS) & Keebz (VS)                     |
| 2011 | El Nino (VS) & Ray (Nederland)               |
| 2012 | Palmer (VS) & Kareem (VS)                    |
| 2013 | Moy (VS) & Luan (Brazilië)                   |
| 2014 | Skychief (Nederland) & Zoopreme (Denemarken) |
| 2015 | Nabil (Frankrijk) & Keyz (Frankrijk)         |
| 2016 | Lussy Sky (Oekraïne) & Drud (Oekraïne)       |
| 2017 | Menno (Nederland) & Shane (Nederland)        |
| 2018 | Machine (VS) & Lil Zoo (Marokko)             |
| 2019 | Kid Karam (VK) & Nord Diamond (Rusland)      |
| 2022 | Link (Frankrijk) & Lee (Nederland)           |
| 2023 | Leon (Zuid-Korea) & Lunatic (Zuid-Korea)     |

## Great 8
| Jaar | Line up |
| ---- | --- |
| 2009 | Menno (HOL), Differ (KOR), Lagaet (POR), Kosto (RUS), Neguin (BRA), Skychief (HOL), Kolobok (UKR), Toys (USA), Soso (FRA), Sick (KOR), Taisuke (JAP), Dragon (JAP), Mouse (UK), King Foolish (DEN), Brahim (FRA),                          |
| 2010 | Thesis (USA), Keebz (USA), Kido (HOL), Focus (FIN), Lamine (FRA), Amok (GER), Pluto (UKR), Yan (RUS), Born (KOR), Yu (JAP), Lil G (VEN), Sam (BEL), Marcio (FRA), Winther (DEN), Rocket (KOR), Thumba (FIN)                                |
| 2011 | Lil G (VEN), Nono (FRA), AT ( FIN), Neguin (BRA), Al One (KOR), Morris (USA), Hurricane Ray (HOL), El Nino (USA), James (HOL), Sunni (UK), Nasty Ray (USA), Flying Buddha (RUS), Bruce Almighty (POR), Yaman (FRA), PA (USA), MAgnum (FRA) |
| 2012 | Palmer (USA), Kareem (USA), Xisco (HOL), Gun (RUS), Hill (MEX), Pick-Up (ISR), Lagaet (POR), Salo (VEN), Lamine (FRA), Blanka (DEN), Morris (USA), Fleau (CAN), Wilson (HOL), Junior (FRA), Lil Kev (FRA), Tawfiq (HOL)                    |
| 2013 | Moy (USA), Luan (BRA), Tim (FRA), FE (KOR), Luigi (USA), Kazuki Rock (JAP), Niek (HOL), Kill (KOR) |
| 2014 | no invited great 8 |
| 2015 | Invited duos: Wingzero (JAP) & Issei (JAP) / Nabil (FRA) & Keyz (FRA) / Pocket (KOR) & Lil G (VEN) / Skychef (HOL) & Zoopreme (DEN) |
| 2016 | Invited duos: Pelezinho (BRA) & Neguin (BRA) / Bruce (FRA) & Junior (FRA) / Ronnie (USA) & Hong 10 (KOR) / Lussy Sky (UKR) & Drud (UKR) |
| 2017 | Return of the great 8: Victor (USA), Wing (KOR), Zooty Zoot (KOR), Igrii Boss (RUS), J-One (CON), Assassin (JAP), Willy (FRA), Skychief (HOL)                                                                                              |
| 2018 | Lil Zoo (AUT), Machine (USA), Bart (BRA), Lilou (FRA), Zoopreme (DEN), Heady (KOR), Alkolil (RUS), Yosh (JAP) |
| 2019 | Roxrite (USA), Shigekix (JAP), Khalil (FRA), Tchantcho (BRA), T-rock (BEL), Bruce Almighty (POR), Flea Rock (USA), Pac Pac (FRA) |
| 2022 | Link (FRA), Lee (HOL), Wigor (POL), Tsukki (JAP), Phil Wizard (CAN), Physicx (KOR), Samuka (BRA), Kid Mario (FRA) |
| 2023 | Kastet (RUS), Issin (JAP), Yuki (JAP), Ozzi (HOL), Yude (BRA), P-Nut (USA), Chey (ESP), Icey Ives (USA) |
| 2024 | Roxrite (USA), India (HOL), Haruto (JAP), Rick Zhou (CHI), Stripes (USA), Mighty Jake (VEN), Damani (FRA), Griimsen (DEN) |